# Historyczny Park Narodowy Kultury Chaco
Historyczny Park Narodowy kultury Chaco (ang. Chaco Culture National Historical Park) – obszar chroniony znajdujący się w amerykańskim stanie Nowy Meksyk.
Prezydent Stanów Zjednoczonych Theodore Roosevelt utworzył 11 marca 1907 roku na obecnych terenach parku pomnik narodowy o nazwie Chaco Canyon National Monument. Wiele lat później, 19 grudnia 1980 roku powiększono powierzchnię terenów objętych ochroną i utworzono historyczny park narodowy pod obecną nazwą. Z kolei 8 grudnia 1987 roku wpisano go na listę światowego dziedzictwa UNESCO.
Park zajmuje powierzchnię 137,49 km². Na jego terenie znajduje się największe skupisko starożytnych ruin w Stanach Zjednoczonych. Na obszarze parku istnieją ślady obecności człowieka sprzed 7 tysięcy lat. Indianie z plemiona Pueblo zamieszkiwali te regiony przez przeszło 2 tysiące lat. W okresie 850-1250 na obecnych terenach parku zlokalizowany był wielki ośrodek ceremonialny, handlowy i polityczny, po którym pozostały ruiny budowli o charakterze publicznym i ceremonialnym. Na terenie Kanionu Chaco zidentyfikowano 13 wiosek, zwanych Wielkimi Domami ponieważ składały się z wielu połączonych ze sobą pomieszczeń mieszkalnych i magazynowych oraz kolistych budowli o charakterze religijnym rozmieszczonych wokół centralnego placu.
Na obszarze parku znajduje się około 4 tysiące stanowisk archeologicznych. Park odwiedzany jest przez około 60-70 tysięcy turystów rocznie.